# دیوید پریچارد
دیوید برین پریچارد (به انگلیسی: David Brine Pritchard) (۱۹ اکتبر ۱۹۱۹–۱۲ دسامبر ۲۰۰۵) یک شطرنج‌باز، پژوهشگر شطرنج و مشاور بازی‌های داخل سالن بود.
او به عنوان یک مشاور بازی‌های داخل سالن و ورزش‌های فکری، نقش برجسته‌ای را داشت. نقشی که مخترعین یا ناشران برای سازماندهی مسابقات قهرمانی یک بازی جدید، نوشتن در مورد آن یا به‌طور کلی تبلیغ آن ایفا می‌کنند.